# Koskivara
Koskivara eller Koskivaara är en by i södra delen av Gällivare kommun i Lappland, Norrbottens län.
Koskivara ligger i Gällivare socken, längs malmbanan cirka 60 kilometer söder om Gällivare och cirka 108 kilometer norr om Boden. Byn har en järnvägsstation och ligger strax väster om Råneälven. I juni 2016 fanns det enligt Ratsit sex personer över 16 år registrerade med Koskivaara som adress.